# Kent Narrows
Kent Narrows es un lugar designado por el censo ubicado en el condado de Queen Anne en el estado estadounidense de Maryland. En el Censo de 2010 tenía una población de 567 habitantes y una densidad poblacional de 67,88 personas por km².

## Geografía
Kent Narrows se encuentra ubicado en las coordenadas 38°58′15″N 76°13′58″O / 38.97083, -76.23278. Según la Oficina del Censo de los Estados Unidos, Kent Narrows tiene una superficie total de 8.35 km², de la cual 2.56 km² corresponden a tierra firme y (69.3%) 5.79 km² es agua.

## Demografía
Según el censo de 2010, había 567 personas residiendo en Kent Narrows. La densidad de población era de 67,88 hab./km². De los 567 habitantes, Kent Narrows estaba compuesto por el 97.35% blancos, el 1.59% eran afroamericanos, el 0% eran amerindios, el 0.71% eran asiáticos, el 0% eran isleños del Pacífico, el 0% eran de otras razas y el 0.35% pertenecían a dos o más razas. Del total de la población el 0.18% eran hispanos o latinos de cualquier raza.